# Yoshinori Yamaguchi
 (décembre 2023).
Si vous disposez d'ouvrages ou d'articles de référence ou si vous connaissez des sites web de qualité traitant du thème abordé ici, merci de compléter l'article en donnant les références utiles à sa vérifiabilité et en les liant à la section « Notes et références ».
Yoshinori Yamaguchi (山口 祥義, Yamaguchi Yoshinori) est un homme politique japonais, né le 1er juillet 1965 à Iruma.
Il est élu au poste de gouverneur de la préfecture de Saga en 2015.